# Cine Foc Nou
El Cine Foc Nou estava situal al carrer de Mallorca, 35 de Barcelona. Va ser ocupat per les tropes franquistes l'any 1939, concretament magrebíes, per pernoctar-hi diversos dies.
En obrir de nou ho va fer amb el nom de Cinema Eslava. La sala, d'enormes dimensions, estava franquejada per dues fileres de llotges. Era de "sesión doble" i en la seva gran escenari es feien els caps de setmana les anomenades "Varietats", en viu.
Sobre la seva entrada tenia una altra sala que es va convertir, en els seus últims anys, en ball públic. Finalment un bingo va acabar amb la seva història fins que va tancar.